# Carl Ludwig Paul Trüb
Carl Ludwig Paul Trüb (* 26. Juli 1894 in Krefeld; † 1981) war ein deutscher Medizinalbeamter, Arzt und Hochschullehrer.

## Leben
Carl Ludwig Paul Trüb war Soldat im Ersten Weltkrieg und studierte Medizin in Tübingen, Münster und Bonn, wo er 1921 promoviert wurde. Seit 1913 war er Mitglied der katholischen Studentenverbindung AV Guestfalia Tübingen. 1925 wurde er Stadtarzt in Duisburg, 1927 Kreisarzt in Merzig. Er trat am 1. Juli 1939 der NSDAP bei und wurde Mitglied der SS. Nach Stationen in Magdeburg und Arnsberg wurde er 1938 Regierungsmedizinalrat beim Polizeipräsidium in Berlin. Am 15. Juli 1940 wurde er als Obermedizinalrat zum Reichsstatthalter von Groß-Wien nach Wien versetzt. In der Unterabteilung Volksgesundheit und Volkspflege war Trüb im Ressort Erb- und Rassenpflege vermutlich für die Durchführung des Gesetzes zur Verhütung erbkranken Nachwuchses zuständig sowie eventuell im Ressort Kranken- und Irrenanstalten für die Transporte im Rahmen der Aktion T4 zur Tötungsanstalt Hartheim. Von 1942 bis 1943 Stabsarzt der Luftwaffe, habilitierte sich Trüb 1944 und wurde Privatdozent an der Universität Wien.
Nach 1945 wurde er in der Britischen Zone zum Medizinaldezernenten beim Regierungspräsidium Köln berufen. Bei seiner Entnazifizierung vom 16. Juni 1947 wurde er in Kategorie 5 (Entlastete) eingestuft. In Nordrhein-Westfalen wurde er Referent für Seuchenbekämpfung und Hygiene im Landesarbeitsministerium, und von 1952 bis zu seiner Pensionierung im Jahr 1959 war er leitender Medizinalbeamter beim Regierungspräsidium Düsseldorf.
Trüb war ein führender Arzt in der ärztlichen Begutachtung von Wiedergutmachungsanträgen und schulte noch in den 1960er Jahren Vertrauensärzte für diese Tätigkeit. Er übernahm einen Lehrauftrag über Versicherungsmedizin an der Universität Münster. 1973 wurde Trüb mit der Johann-Peter-Frank-Medaille des Bundesverbandes der Ärzte des Öffentlichen Gesundheitsdienstes ausgezeichnet.

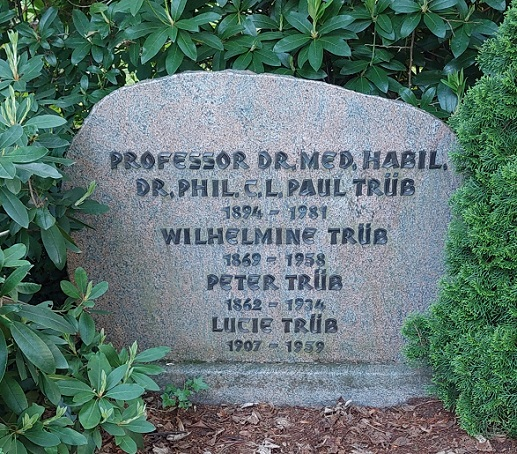
Grab Carl Ludwig Paul Trüb, Krefeld Hauptfriedhof

## Veröffentlichungen (Auswahl)
- Die Syphilis als Berufskrankheit der Ärzte. C. Marhold, Halle a. S. 1923.
- Die Hygiene der Hallenschwimmbäder, ihre Entwickelung und zweckmässige Gestaltung. R. Schoetz, Berlin 1929.
- Die Gemeinschaftsverpflegung in ihrer Beziehung zu den unspezifischen bakteriellen Lebensmittelvergiftungen. R. Schoetz, Berlin 1942.
- Das vertrauensärztliche Gutachten in der Unfallversicherung. In: Carl Ludwig Paul Trüb, Karl Wiggers: Der Arzt des Öffentlichen Gesundheitsdienstes als Vertrauensarzt. Teil I. W. Bertelsmann Verlag, Bielefeld 1951.
- Die Mitwirkung des Arztes bei der Durchführung des Bundesentschädigungsgesetzes und in der Praxis des Entschädigungsrechtes. Verlag Allgemeine Wochenzeitung der Juden in Deutschland, Düsseldorf 1955.
- Heimatvertriebene und Flüchtlinge in der Krankenpflege. Krankenpflegerisch berufstätige Heimatvertriebene und Flüchtlinge im Regierungsbezirk Düsseldorf. Eine soziologische und soziographische Studie in Krankenanstalten und Medizinallehranstalten. Wegweiserverlag, Troisdorf 1958.
- Gesetz über die Ausübung des Berufes der Krankenschwester, des Krankenpflegers und der Kinderkrankenschwester (Krankenpflegegesetz) und die Prüfungsordnung für Krankenschwestern (Krankenpfleger) und Kinderkrankenschwestern. Bertelsmann, Bielefeld 1961.
- Die Aufgaben der Amtsärzte und der Gesundheitsämter auf dem Gebiet des Zeugnis- und Gutachtenwesens. Bertelsmann, Bielefeld 1971.
- mit Karl Jahnke: Geschwulstkrankheiten und Ernährung. Arbeitsgemeinschaft für Krebsbekämpfung der Träger der Gesetzlichen Kranken- und Rentenversicherung im Lande Nordrhein-Westfalen, Bochum 1965.
- Heilige und Krankheit. Klett-Cotta, Stuttgart 1978 (zugleich Dissertation, Universität Bochum, 1976).
- Die Terminologie und Definition Sozialmedizin und Sozialhygiene in den literarischen Sekundärquellen der Jahre 1900 bis 1960. Westdeutscher Verlag, Opladen 1978.